# Pleocomidae
Famille
Les Pleocomidae forment une famille d'insectes coléoptères d'environ 50 espèces. Elle appartient à la super-famille des Scarabaeoidea (scarabées).

## Description
Les espèces appartenant à cette famille mesurent entre 16 et 29 millimètres de long pour les mâles et entre 20 et 45 millimètres pour les femelles.

## Taxinomie
Liste des genres selon Catalogue of Life (16 aout 2025) :  
- †Archescarabaeus Nikolajev, 2010
- †Cretocoma Nikolajev, 2002
- Pleocoma LeConte, 1856
- †Proteroscarabaeus Grabau, 1923